# Ермилов, Александр Сергеевич
Алекса́ндр Серге́евич Ерми́лов (12 февраля 1941, Смоленск — 24 февраля 2022, Пермь) — советский и российский учёный в области механики боеприпасов, доктор технических наук, профессор Пермского политехнического университета, разработчик новых полимерных материалов и порохов.

## Биография
Родился 12 февраля 1941 году в Смоленске. В том же году семья переехала в Кемерово (1941—1943), затем — в Алексин Тульской области (1944—1951) и Молотов (Пермь) (с 1951).
Окончил среднюю школу № 69 в городе Перми (1958) и Ленинградский технологический институт имени Ленсовета (1964) с квалификацией инженера по специальности — «Химия и технология порохов и твёрдых ракетных топлив».
В 1964-1989 гг. работал в НИИ полимерных материалов НПО имени С. М. Кирова (г. Пермь): инженер, старший инженер, руководитель группы, начальник лаборатории по разработке смесевых твёрдых ракетных топлив (СТРТ).
Кандидат технических наук (1969), старший научный сотрудник (1972), доктор технических наук (1983), профессор (1985).
В 1969—1974 гг. занимался работами по созданию технологии производства газогенерирующих зарядов из медленногорящего термопластичного твёрдого ракетного топлива на основе нитрата аммония. Такие заряды используются в газогенераторах систем управления ракет, включая стратегические межконтинентальные комплексы типа «Тополь».
В 1975-1989 годах научно-технический руководитель работы по созданию рецептур быстрогорящего класса смесевых твёрдых ракетных топлив для ракетных комплексов «Антей-2500», «С-300В», «Москит», «Оникс», «Яхонт».
С 1989 по 2015 год — заведующий кафедрой «Технология полимерных материалов и порохов» (ТПМП) аэрокосмического факультета Пермского государственного технического университета (ПГТУ). Сменил в этой должности свою мать.
С 1998 по 2002 год по совместительству профессор кафедры «Эксплуатация ядерных боеприпасов» Пермского института ракетных войск имени маршала Советского Союза В. И. Чуйкова.
Скончался 24 февраля 2022 года в Перми.

## Награды и премии
Награждён орденом Почёта (04.12.1998), 4 медалями Советского Союза, в том числе «За трудовую доблесть», медалью имени академика А. Д. Надирадзе Федерации космонавтики РФ и Московского института теплотехники, нагрудным знаком «Изобретатель СССР».
Лауреат премии имени Б. П. Жукова Российской академии наук и Федерального научного центра «Союз», присуждаемой за выдающиеся работы в области химии, технологии и применении энергетических конденсированных систем, за цикл работ «Создание базы данных о современных и перспективных высокоэнергетических конденсированных системах» (2012).

## Семья
Мать — Романова Евгения Гавриловна (1915—1989) — доктор технических наук, профессор Пермского политехнического университета, кавалер ордена Ленина, заслуженный деятель науки и техники РСФСР.

## Научные работы
- Ермилов А. С., Вальцифер В. А. Методы расчёта и оптимизации геометрических параметров структуры порохов и твёрдых ракетных топлив как наполненных композиций — М.: ЦНИИ НТИ, 1987. — 36 с.
- Ермилов А. С., Устюгов Р. А. Импульсный метод исследования эксплуатационных свойств смесевых твёрдых ракетных топлив — Пермь: ПВВКИУ РВ им. В. И. Чуйкова, 1998, — 185 с.
- Ермилов А. С., Медведев Е. А., Ботов В. А., Денисов Ю. И., Шустер М. А. Продольная акустическая неустойчивость. Методы её подавления в ракетном двигателе на твёрдом топливе — М.: НПО «Информ-ТЭИ», 1991, — 76 с.
- Ермилов А. С., Аликин В. Н., Степанов А. Е. Средства пожаротушения — Пермь: ПВКИ РВ, 1999, — 166 с.
- Ермилов А. С., Ровенский П. Н., Козлов В. В. Устройство и применение боеприпасов — Пермь: «Стиль-МГ», 2001, — 398 с.
- Ермилов А. С. Механика смесевых твёрдых ракетных топлив — Пермь: ОЦНИТ ПГТУ, 2005, — 101 с.
- Ермилов А. С. Теоретические основы процессов получения и переработки полимерных материалов: курс лекций — Пермь: Изд-во Перм. гос. техн. ун-та, 2009. — 159 с.
- Ермилов А. С., Зиновьев В. М., Куценко Г. В. Современные и перспективные высокоэнергетические компоненты для смесевых и баллиститных твёрдых ракетных топлив — Пермь: Изд-во Перм. гос. техн. ун-та. 2010. — 162 с.
- Ермилов А. С., Зиновьев В. М., Куценко Г. В., Болдавнин И. И. Высокоэнергетические пластификаторы для смесевых и баллиститных твёрдых ракетных топлив. Физико-, термохимические характеристики, получение, применение — Пермь: Изд-во Перм. гос. техн. ун-та. 2010. — 152 с.
- Ермилов А. С., Зиновьев В. М., Куценко Г. В., Болдавнин И. И. Высокоэнергетические наполнители твёрдых ракетных топлив и других высокоэнергетических конденсированных систем. Физико-, термохимические характеристики, получение, применение — Пермь: Изд-во Перм. гос. техн. ун-та. 2011. — 253 с.
- Ермилов А. С., Аликин В. Н., Вахрушев А. В., Голубчиков В. Б., Липанов А. М., Серебренников С. Ю. Твёрдые топлива реактивных двигателей. Том IV Топлива, заряды, двигатели — М.: Машиностроение, 2011. — 380 с.[4]
- Ермилов А. С., Нуруллаев Э. М. Научные основы создания морозо-гидроустойчивого покрытия. Физико-химические исследования в области создания морозо-гидроустойчивого покрытия асфальта автомобильных дорог — Germany, Gamburg: LAP LAMBERT Academic Publishing GmbH & Co. KG, 2012. — 223 s.
- Ермилов А. С., Нуруллаев Э. М., Котельников С. А. Математическое прогнозирование реологических и физико-механических свойств наполненных эластомеров. Разработка полимерного связующего на основе олигоэфируретана — Пермь: Изд-во Перм. нац. исслед. политехн. ун-та, 2013. — 121 с.
- Ермилов А. С., Нуруллаев Э. М. Реолого-механические свойства полимерных композиционных материалов Deutschland, Saarbrucken: LAP LAMBERT Academic Publisching GmbH &Co. KG, 2013. — 244 s.[1]
- Ермилов А. С., Нуруллаев Э. М. Теория технологических процессов: учеб. пособие / Пермь: Изд-во Перм. нац. исслед. политехн. ун-та, 2015—128 с.[1]